# معادلات فريدمان
معادلات فريدمان هي مجموعة من المعادلات في علم الكون الفيزيائي تحكم تمدد الكون في نماذج متجانسة ومتحدة الخواص للكون ضمن إطار النظرية النسبية العامة، وقد أشتقها عالم الفيزياء ألكسندر فريدمان في عام 1922م، من معادلات المجال لآينشتاين للجاذبية إلى مترية (فريدمان- لوميتر-روبرتسون-ووكر) والمائع المثالي مع كثافة كتلة وضغط معينة، أما معادلات انحناء المكاني السالب فقد قدمها فريدمان في عام 1924.

## الافتراضات
تبدأ معادلات «فريدمان» بافتراض مبسط مفاده أن الكون متجانس مكانيًا وموحد الخواص، أي ما يُعرف باسم المبدأ الكوني. تجريبيًا، هذا صحيحٌ على المقاييس الأكبر من 100 مليون فرسخ فلكي تقريبًا. يشير المبدأ الكوني إلى أن مترية الكون يجب أن تكون على الشكل التالي:
{\displaystyle ds^{2}=a(t)^{2}\,ds_{3}^{2}-c^{2}\,dt^{2}}
حيث ds23 هي دالة المسافة ثلاثي الأبعاد التي يجب أن تعبر عن (1) فضاء مسطح، أو (2) كرة ذات انحناء إيجابي ثابت، أو (3) فضاء زائدي مع انحناء سلبي ثابت. قد تساوي قيمة المعامل {\displaystyle k} الموضح في الأسفل 0 أو 1 أو -1 أو الانحناء الغاوسي، في هذه الحالات الثلاثة على التوالي. تسمح لنا هذه الحقيقة بالحديث عن  «عامل التحجيم» {\displaystyle a(t)}.
تربط معادلات أينشتاين تطور عامل التحجيم هذا مع ضغط وطاقة المادة في الكون. تُستخدم مترية «فريدمان لوميتر روبرتسون ووكر» (إف إل آر دبليو) لحساب رموز «كريستوفيل»، ثم موتر «ريتشي». باستخدام موتر الإجهاد والطاقة للمائع المثالي، نُعَوِّضها في معادلات أينشتاين للمجال لتنتج المعادلات الموضحة في الأسفل.

## المعادلات
من ضمن معادلات فريدمان، هناك معادلتان مستقلتان لنمذجة الكون المتجانس وموحد الخواص. الأولى هي:
{\displaystyle {\frac {{\dot {a}}^{2}+kc^{2}}{a^{2}}}={\frac {8\pi G\rho +\Lambda c^{2}}{3}}}
التي هي مشتقة من المكون 00 من معادلات أينشتاين للمجال. والثانية هي:
{\displaystyle {\frac {\ddot {a}}{a}}=-{\frac {4\pi G}{3}}\left(\rho +{\frac {3p}{c^{2}}}\right)+{\frac {\Lambda c^{2}}{3}}}
التي هي مشتقة من المعادلة الأولى مع أثر معادلات أينشتاين للمجال. a هو عامل التحجيم،{\displaystyle H\equiv {\frac {\dot {a}}{a}}} هو معامل هابل. G و Λ و c هي ثوابت كونية (G هو ثابت الجاذبية لنيوتن، وΛ هو الثابت الكوني، وc هي سرعة الضوء في الفراغ). k هو ثابت خاص بالحل المعين، لكنه قد يختلف من حل إلى آخر.a  وH وρ وp هي دالات تعتمد على الزمن. ρ وp هما الكثافة والضغط على التوالي. {\displaystyle k \over a^{2}} هو الانحناء المكاني في أي شريحة زمنية للكون؛ ويساوي سدس مقياس انحناء ريتشي المكاني R بما أن
{\displaystyle R={\frac {6}{c^{2}a^{2}}}({\ddot {a}}a+{\dot {a}}^{2}+kc^{2})}
في نموذج فريدمان. نرى في معادلات فريدمان أن a(t) يعتمد فقط على ρ  وp وΛ والانحناء الجوهري k. لا يعتمد a(t) على نظام الإحداثيات الذي نختاره للشرائح المكانية. هناك خياران شائعان لـ k وa يعبران عن نفس المفهوم الفيزيائي:
- K = 1 أو0 أو -1 اعتمادًا على ما إذا كان شكل الكون عبارة عن كرة ثلاثية مغلقة أو مسطح (أي فضاء إقليدي) أو سطح زائد ثلاثي مفتوح على التوالي.[3] إذا كان k = +1، فإن a هو نصف قطر انحناء الكون. إذا كانت k = 0، فيمكن أن تكون قيمة a أي رقم موجب اعتباطي في وقت معين. إذا كان k = −1، عندئذ يمكن اعتبار أن ia  هو نصف قطر انحناء الكون.
- a هو عامل التحجيم ويساوي 1 في الوقت الحاضر. k هو الانحناء المكاني عندما a =1 (أي في الوقت الحاضر). إذا كان شكل الكون كرويًا فائقًا وباعتبار أن Rt هو نصف قطر الانحناء (في الوقت الحاضر) ، فعندئذٍ {\displaystyle a=R_{t}/R_{0}}. إذا كانت قيمة k موجبةً، فإن شكل الكون كروي فائق. إذا كانت القيمة تساوي صفر، فالكون مسطح. وإذا كانت القيمة سالبةً، فإن الكون زائدي.